# Liechtensteiner-Cup 1953-1954
La Liechtensteiner-Cup 1953-1954 è stata la nona edizione della coppa nazionale del Liechtenstein conclusa con la vittoria finale del Vaduz, al suo quarto titolo.
Della competizione è noto solo il risultato della finale.

## Finale
| Vaduz | Vaduz | 1 – 0 | FC Triesen |  |